# Frisa
Frisa (Frìsce in abruzzese) è un comune italiano di 1 621 abitanti della provincia di Chieti in Abruzzo, alla periferia nord-ovest di Lanciano.

## Storia
Alcuni reperti di epoca romana attestano che il territorio di Frisa era abitato già in antichità, tuttavia le prime documentazioni letterarie risalgono all'XI secolo quando il territorio di Frisa fu possesso di Trasmondo III, conte di Chieti, che lo aveva ricevuto in dote dalla moglie, effettiva feudataria del territorio; ella nel 1055 con atto di donazione testamentaria cede il castello di Frisa con la chiesa di Santa Lucia al monastero di S. Benedetto di Montecassino, ma il Conte suo marito, contrario, lo occupa, per poi concederlo ai Cassinensi due anni più tardi, su intercessione del papa Vittore II. Nel 1097 è ancora compreso tra i beni dell'abbazia cassinense, come attesta la bolla di conferma inviata da papa Urbano II all'allora abate Oderisio, e lo è ancora nel 1105 in altra bolla allo stesso abate da parte del papa Pasquale II.
La più antica frazione di Frisa è Guastameroli di cui si hanno notizie sin dall'XI secolo in un atto di compravendita risalente all'anno 1087 tra l'abbazia di San Giovanni in Venere, che la riceve, e la diocesi di Chieti, che la cede, ove la frazione viene citata come "Lo Vasto Meruli".
All'inizio del 1400 il borgo divenne feudo della città di Lanciano, mentre nel 1425 fu dei Caldora indi dei Cotugno ma poi, per l'estinzione di questa famiglia, passò al demanio regio. Nei vari conteggi dei fuochi, Frisa contò 62 fuochi nel 1447, 55 nel 1601 e 67 nel 1737. Dal 1657 fino all'estinzione delle feudalità il paese fu feudo dei Caccianini (famiglia di origine lombarda) di cui il membro principale fu Felice Saverio Caccianini che fu consigliere di Intendenza sotto il governo borbonico. Nel 1809 la popolazione arrivò a 1 281 abitanti e nel 1901 si arrivò a 1 954 abitanti.

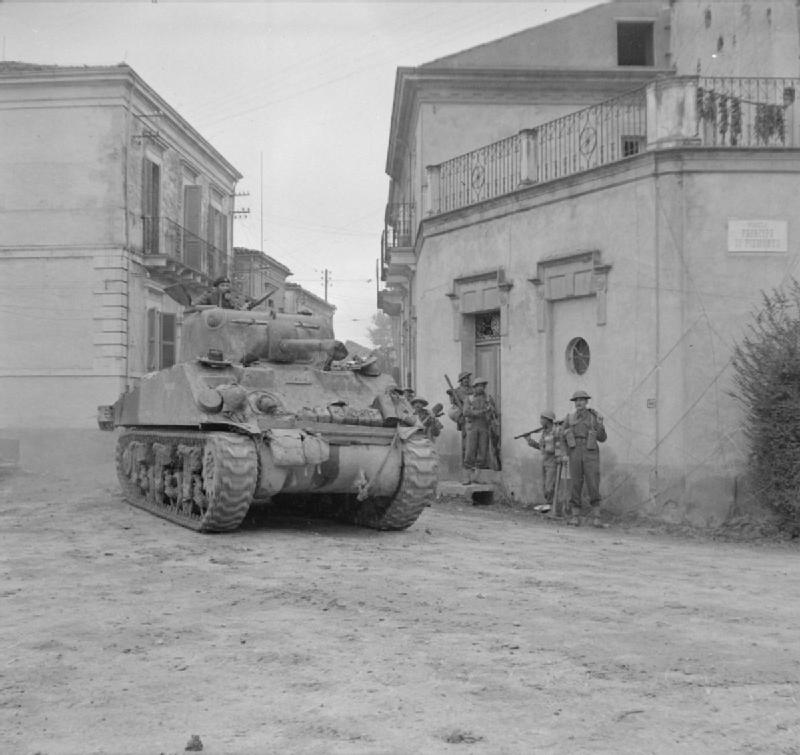
Truppe alleate indiane a Frisa nel 1943

Presso Frisa si congiungevano il tratturo L'Aquila-Foggia e quello proveniente da rocca Roseto.

### Simboli
Il gonfalone municipale è costituito da un drappo partito di rosso e di bianco.

## Monumenti e luoghi d'interesse

### Architetture religiose
- Ex chiesa e convento di Santa Lucia, siti in piazza principe di Piemonte. La prima notizia della chiesa è attestata da un atto di donazione del 1056, mentre il campanile risale al XIV secolo. Del XVIII secolo è la costruzione della sacrestia sul passaggio di collegamento fra il Castro ed i nuovi quartieri del paese. Il campanile ha delle aperture a tutto sesto forse dell'impianto originario.[12]
- Chiesa di Santa Maria (Badia di Frisa), sita in contrada Badia. La prima notizia della chiesa si ha in un atto di donazione del 1049 dove viene citato l'annesso monastero. Interessante è una notizia contenuta nella Bolla di conferma dei possedimenti territoriali inviata da papa Vittore II al neoeletto abate di Montecassino, Federico, del 1057, in cui il castello di Frisa (divenuto possesso cassinense nel 1055) è nominato nell'elenco dei castelli che si sono formati dalla fortificazione di Monasteri benedettini preesistenti[6]: da questa notizia si evince che il nucleo più antico del paese si è formato intorno all'antico monastero e probabilmente grazie ad esso. Forse l'impianto attuale è dovuto a rimaneggiamenti ed ampliamenti nel tempo. La facciata presenta uno sviluppo orizzontale non simmetrico al suo asse. Il campanile è a vela. Un'apertura circolare è posta sopra il portale. L'interno è a tre navate con volte a vela.[13]

- Il santuario Madonna del Popolo, sita in via Madonna del Popolo. 
Il Santuario è sorto nell'arco di tempo che va dal 1664 al 1669, nei pressi di un crocicchio dove esisteva un'edicola votiva con l'immagine della Vergine Santissima, una pia donna pregava, come usava fare tutte le mattine, davanti a tale immagine, le apparve la Vergine, esprimendole il desiderio che il Popolo edificasse una chiesa e promettendo una specialissima protezione in tutte le necessità. Sparsasi tale notizia, accorsero a venerare l'immagine fedeli dei vicini paesi e molti ammalati furono guariti. La fama dei miracoli aumentò il concorso dei fedeli crescevano sempre di numero. Con le offerte di essi si iniziò la costruzione del Santuario. In due anni di lavoro il santuario fu costruito, il lunedì di Pentecoste del 1666 si svolse la prima processione della miracolosa Madonna del Popolo. Secondo un'iscrizione il santuario venne terminata nel 1669 ed inaugurata al culto nello stesso anno. Le elemosine dei fedeli furono ben amministrate dai procuratori laici del tempio che si arricchì velocemente di preziosi arredi religiosi e di opere d'arte. Nel contempo, intorno al culto della Madonna del Popolo e al suo Santuario, nacquero delle opere pie che originarono un “monte del grano” e l'adozione dei bambini abbandonati davanti alla chiesa (quest'ultima pia pratica è testimoniata fino all'Unità d'Italia). Dell'antica struttura oggi resta solo il presbiterio (decorato nel 1697 con figure a tutto tondo) poiché nel 1943, durante la loro ritirata dal fronte del Sangro, i tedeschi minarono il campanile che crollò su tutto il resto del Santuario, distruggendolo quasi interamente. Finita la guerra, il santuario fu ricostruito ed ampliato dai fedeli e di nuovo consacrato il 26 luglio 1947. All'interno, in un altare barocco, era conservata l'immagine sacra della Madonna del Popolo su tela del cinquecento che fu trafugata dai ladri il 30 dicembre 1980. Alcuni fedeli e il parroco, attraverso la televisione, rivolsero un invito a restituire il quadro rubato (andarono alla Trasmissione televisiva di Rai 2 Portobello), ma senza esito. Il pittore Pietro Annigoni, ascoltando l'invito del parroco e dei fedeli, offrì un suo dipinto in sostituzione di quello trafugato. La comunità Frisana accettò la nuova immagine, ovviamente molto diversa da quella antica, che fu consacrata l'8 dicembre 1981 e collocata sull'altare.[14][15] Anche con una nuova immagine il culto della Madonna del Popolo continua ad essere vivo. Dal 1º maggio 2013 al 9 giugno 2014, si è svolto l'anno Giubiliare del santuario della Madonna del Popolo. L'evento religioso è ricaduto in occasione della ricorrenza del 350º anniversario dall'apparizione della Madonna del Popolo di Frisa.[16]
- Chiesa di San Pantaleone, sita in contrada San Pantaleone. La prima citazione della chiesa è del 1627 quando si parla di una cappella, tuttavia le forme odierne della chiesa sono da ricercare nel 1742 (data posta sul portale), quando viene fatto un ampliamento dell'edificio religioso. La facciata è suddivisa in tre parti mediante delle paraste. Sopra il portale vi è una finestra ad arco ribassato. Il timpano è a cornici modanate con un'apertura circolare al suo interno. L'interno è ad aula unica.[17]

- Chiesa di San Filippo Neri, sita nella frazione Guastameroli. La chiesa, o meglio la parte esterna dell'edificio, venne costruita tra il XVIII ed il XIX secolo. L'interno venne ultimato alla metà dell'Ottocento. La facciata è a capanna. Ai lati della chiesa vi sono delle coppie di lesene giganti. Il campanile è posto su di un fianco della chiesa e presenta delle cornici marcapiano. L'interno è a navata unica.[18]

### Architetture civili
- Palazzo baronale Caccianini, sito in piazza Principe di Piemonte. Il palazzo fu fatto costruire dalla famiglia Caccanini a partire dal XVII secolo come propria residenza inglobando varie strutture della cinta muraria nel proprio palazzo. Alla metà del Settecento risulta una sopraelevazione dell'edificio, mentre è degli inizi del XIX secolo l'aggiunta di un'ala trasversale dell'edificio precedente. È suddiviso in tre livelli. Solo il primo ed il terzo livello sono imbiancati, il piano centrale presenta una muratura a vista per via dello scrostamento della vernice. Al pian terreno vi sono vari ingressi per le abitazioni e i luoghi di deposito, aperti forse di recente. Le aperture al primo piano sono state murate per via dell'abbandono. Le aperture al secondo piano si affacciano su dei balconcini e incorniciate da rilievi in stucco. Nella parte del cortile il palazzo presenta due livelli anziché tre.[19]
- Passaggio di raccordo tra antico castro e i nuovi quartieri, sito in piazza principe di Piemonte. È stato realizzato nel 1747 come indicato da un'iscrizione sulla muratura presso la porta sul lato della sacrestia della chiesa di Santa Lucia. Il passaggio è costituito da tre campate con volte a crociera con mattoni con raccordo ad archi a tutto sesto.[20]
- Torre, sita in piazza principe di Piemonte. Attualmente è inglobata nel palazzo Caccianini e risulta abitata (sede del Gruppo volontari comunale di protezione civile Frisa)[21]. Fu costruita nel XIV secolo, mentre fu accorpata al XVII secolo al palazzo baronale. La base è circolare ed è costruito in pietre miste a mattoni in cui si aprono varie finestre.[22]

## Società

### Evoluzione demografica
Abitanti censiti

## Amministrazione
| Periodo         | Periodo         | Primo cittadino   | Partito                                                            | Carica                  | Note          |
| --------------- | --------------- | ----------------- | ------------------------------------------------------------------ | ----------------------- | ------------- |
| 23 aprile 1995  | 13 giugno 1999  | Paolo Iasci       | Lista civica di Centro-sinistra                                    | Sindaco                 | [ 24 ]        |
| 14 giugno 1999  | 6 dicembre 2007 | Franco Spargoli   | Lista civica di Centro-destra (1999-2004) Lista Civica (2004-2007) | Sindaco                 | [ 25 ] [ 26 ] |
| 7 dicembre 2007 | 14 aprile 2008  | Luciano Conti     |                                                                    | Commissario Prefettizio | [ 27 ]        |
| 15 aprile 2008  | 10 giugno 2018  | Rocco Di Battista | lista civica Frisa unita                                           | Sindaco                 | [ 28 ] [ 29 ] |
| 10 giugno 2018  | 14 maggio 2023  | Nicola Labbrozzi  | lista civica Frisa Cambia                                          | Sindaco                 | [ 30 ]        |
| 14 maggio 2023  | in carica       | Nicola Labbrozzi  | lista civica Frisa Cambia                                          | Sindaco                 | [ 31 ]        |